# 正親町三条公治
正親町三条 公治（おおぎまちさんじょう きんはる）は、室町時代中期から後期にかけての公卿。内大臣・正親町三条実雅の子。官位は正二位・権大納言。

## 生涯
叔母（父・実雅の妹）の尹子（ただこ）は室町幕府6代将軍・足利義教の正室となるなど、足利将軍家との繋がりが深く、義教が殺害された嘉吉の変（1441年）では、同席していた実雅も太刀を抜いて応戦したが負傷している（幸い一命は取り留めた）。子である公治が生まれたのはちょうどこの年である。
文安3年（1446年）、幼年にして叙爵。侍従・甲斐権介・右近衛少将・右近衛中将・下野権介・蔵人頭を経て、長禄2年（1458年）には参議となり、公卿に列する。その後、越前権守・讃岐権守・権中納言を経て、文明13年（1481年）に権大納言となり、延徳元年（1489年）まで務めた。

## 系譜
- 父：正親町三条実雅（1409-1467）
- 母：不詳
- 妻：不詳
  - 男子：正親町三条実興（1457-1481）
  - 男子：正親町三条実望（1463-1530）
  - 男子：滋野井季国 - 滋野井教国の養子
  - 男子：尊実 - 延暦寺の権僧正
  - 女子：鷹司兼輔室